# تيري براون (سياسي)
تيري براون (بالإنجليزية: Terry Brown)‏ هو سياسي أمريكي، ولد في 20 أغسطس 1946. حزبياً، نشط في مستقل. وقد انتخب عضو مجلس نواب لويزيانا.